# 人参鸡汤
人参鸡汤是起源于中国广东，并流行于整个华人地区的一种传统老火湯，以剁成块的雞肉或整只的老母鸡（家鸡、乌鸡都可以），加入人蔘、田七、姜片、枸杞、红枣、麦冬、蓮子、玉竹等中药材一起长时间炖煮而成。
有时候用西洋参代替人参炖煮出来的雞湯，又可以叫西洋参鸡汤。

## 习俗
广东人有寒冬喝补汤进补的习俗，认为在很冷的天气喝补汤，可以去除体内的寒气，有益身体健康，身体也会变得暖和。而人参鸡汤这样滋补的补汤就是很好的选择。

## 相关事件
2021年3月30日，韩国诚信女子大学教授徐坰德称，已向百度百科就有关韩式参鸡汤起源于中国粤菜的表述表示抗议并要求删除。而事实上，中国的人参鸡汤与韩国的蔘雞湯做法各有不同，食用的时节也不同。中国的人参鸡汤一般加入切片、切段或整条的人参，与家鸡或乌鸡一起炖煮，为冬日进补的药膳。而韩国的参鸡汤多加入人参粉、糯米炖煮，为夏日进补的药膳。

## 照片

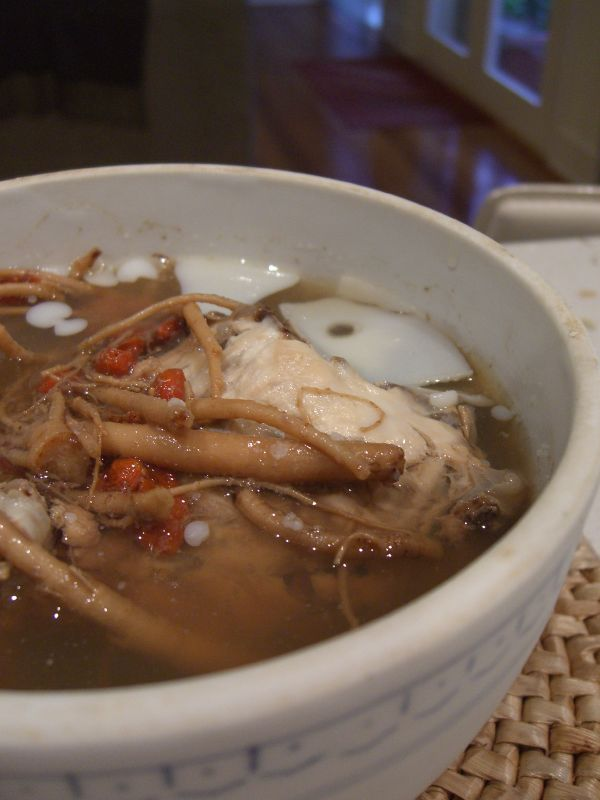
洋参枸杞炖鸡汤
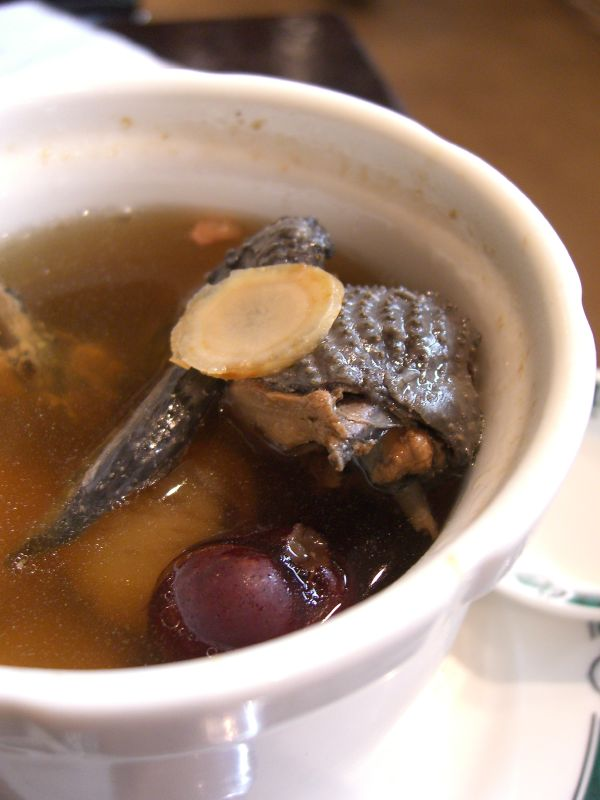
洋参炖乌鸡汤
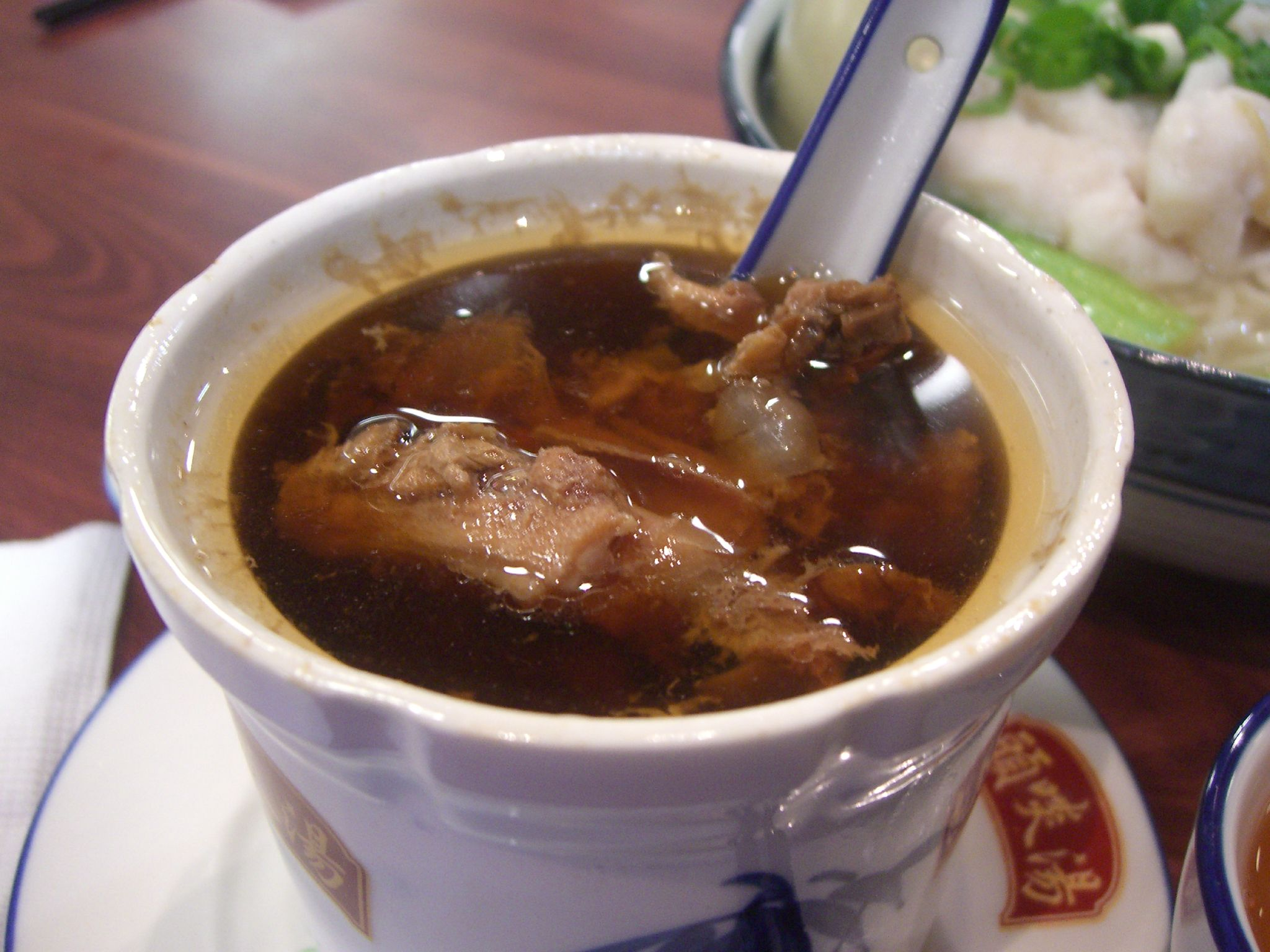
田七洋参炖老鸡汤